# Shafiqua Maloney
Shafiqua Maloney (* 27. Februar 1999 in Richland Park) ist eine Leichtathletin aus St. Vincent und den Grenadinen, die im Sprint sowie im Mittelstreckenlauf an den Start geht. Aktuell ist sie Inhaberin der Landesrekorde von 400 Metern bis zur Meile.

## Sportliche Laufbahn
Erste internationale Erfahrungen sammelte Shafiqua Maloney bei den CARIFTA-Games 2013 in Nassau, bei denen sie mit 57,50 s in der Vorrunde im 400-Meter-Lauf in der U17-Altersklasse ausschied und über 300 m Hürden ebenfalls mit 45,01 s im Vorlauf ausschied. 2015 schied sie bei den CARIFTA-Games in Basseterre erneut mit 61,08 s in der Vorrunde über 400 Meter aus und 2016 belegte sie bei den CARIFTA-Games in St. George’s in 56,34 s den sechsten Platz und schied dort mit 25,21 s im Vorlauf im 200-Meter-Lauf aus. Im Herbst begann sie ein Studium an der Southern Illinois University und im Jahr darauf gelangte sie bei den U20-Panamerikameisterschaften in Trujillo mit 55,92 s auf Rang acht über 400 Meter und schied über 200 Meter mit 25,09 s in der Vorrunde aus. Bei den CARIFTA-Games 2018 in Nassau belegte sie in 54,74 s den fünften Platz über 400 m und erreichte mit 24,66 s Rang acht im 200-Meter-Lauf. Zudem siegte sie in 3:48,24 min mit der 4-mal-400-Meter-Staffel. Anschließend wechselte sie an die University of Arkansas und siegte dann 2021 in 2:08,13 min im 800-Meter-Lauf bei den U23-NACAC-Meisterschaften in San José und gewann dort in 52,73 s die Silbermedaille hinter der Jamaikanerin Charokee Young. Anschließend nahm sie dank einer Wildcard über 800 Meter an den Olympischen Sommerspielen in Tokio teil und kam dort mit 2:07,89 min nicht über die erste Runde hinaus.
2022 startete sie über 800 Meter bei den Weltmeisterschaften in Eugene und schied dort mit 2:03,00 min in der Vorrunde aus. Im Jahr darauf gewann sie dann bei den Zentralamerika- und Karibikspielen in San Salvador in 2:04,98 min die Bronzemedaille hinter den Kubanerinnen Rose Mary Almanza und Sahily Diago. 2024 verbesserte sie den Landesrekord über 400 Meter auf 50,63 s und im August belegte sie bei den Olympischen Sommerspielen in Paris im Finale über 800 Meter in 1:57,66 min den vierten Platz über 800 Meter. Im Halbfinale stellte sie mit 1:57,59 min ebenfalls einen neuen Landesrekord auf. Zudem war sie Fahnenträgerin ihrer Nation während der Eröffnungsveranstaltung der Spiele. Im Jahr schied sie bei den Hallenweltmeisterschaften in Nanjing mit 2:04,55 min im Semifinale aus.

## Persönliche Bestleistungen
- 200 Meter: 24,01 s (+1,7 m/s), 26. April 2019 in Fayetteville
  - 200 Meter (Halle): 24,38 s, 25. Februar 2018 in Cedar Falls
- 400 Meter: 50,63 s, 14. Juli 2024 in Lignano Sabbiadoro
  - 400 Meter (Halle): 52,33 s, 14. Januar 2022 in Fayetteville
- 600 Meter: 1:22,98 min, 1. September 2024 in Berlin (nationale Bestleistung)
  - 600 Meter (Halle): 1:24,60 min, 17. Januar 2025 in Fayetteville (nationale Bestleistung)
- 800 Meter: 1:57,59 min, 4. August 2024 in Paris (vincentischer Rekord)
  - 800 Meter (Halle): 1:58,69 min, 10. Februar 2024 in Fayetteville (vincentischer Rekord)
  - 1000 Meter: 2:41,22 min, 12. Januar 2024 in Fayetteville (vincentischer Rekord)
- 1500 Meter: 4:14,60 min, 19. April 2024 in Fayetteville (vincentischer Rekord)
  - Meile (Halle): 4:33,68 min, 16. Februar 2024 in Fayetteville (vincentischer Rekord)